# Hugo III van Voorne
Hugo III van Voorne (ca. 1100 - na 1168) was heer van Voorne.
Hij was een van de heren van het geslacht Van Voorne en was getrouwd met Hadewich (Florisdr) van Holland (ca. 1110 - na 1157), een buitenechtelijk kind van Floris II van Holland, en zij hadden twee kinderen:
- Floris van Voorne
- Dirk I van Voorne